# アルタIF
アルタIF（ノルウェー語: Alta Idrettsforening）は、ノルウェー北部、フィンマルク県の自治体アルタに本拠を置くサッカークラブである。1927年に設立。

## 歴代監督
- Rune Berger 2011-

## 歴代所属選手
- トーレ・レギニウセン（英語版） 2003-2005